# نداكا أوديزور
نداكا أوديزور (بالإنجليزية: Nduka Odizor) مواليد 9 أغسطس 1958 في لاغوس، هو لاعب كرة مضرب نيجيري سابق وكان يلعب باليد اليمنى. أعلى تصنيف له في الفردي كان المركز الـ 52 في سنة 1984. سبق أن شارك في دورة الألعاب الأولمبية الصيفية.

## روابط خارجية
- نداكا أوديزور على موقع رابطة محترفي التنس (الإنجليزية)
- نداكا أوديزور على موقع الاتحاد الدولي لكرة المضرب (الإنجليزية)
- نداكا أوديزور على موقع كأس ديفيز (الإنجليزية)
- نداكا أوديزور على موقع خلاصة التنس.كوم (الإنجليزية)
- نداكا أوديزور على موقع أوليمبيديا (الإنجليزية)